# Virología molecular

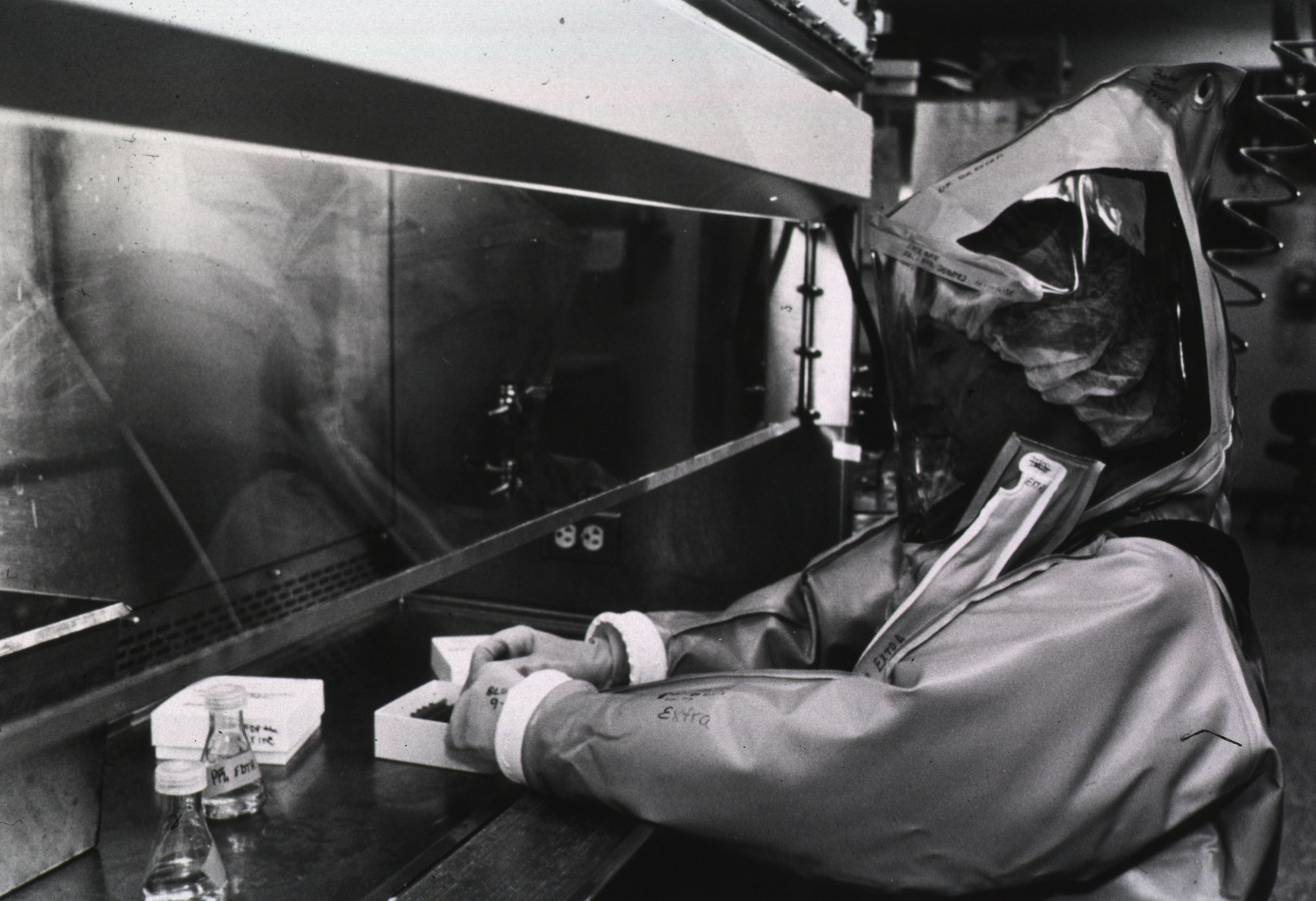
Trabajador del CDC en un laboratorio de virología de máximo confinamiento

La virología molecular es el estudio de los virus a nivel molecular. Los virus son parásitos submicroscópicos que se replican en el interior de las células del huésped, capaces de infectar y parasitar con éxito todo tipo de vida, desde microorganismos hasta plantas y animales. Como consecuencia, los virus poseen más diversidad biológica que el resto de los reinos bacteriano, vegetal y animal juntos. Estudiar esta diversidad es la clave para comprender mejor cómo los virus interactúan con sus huéspedes, se replican dentro de ellos y causan enfermedades.

## Replicación viral
Los virus dependen de su huésped para replicarse y multiplicarse. Esto se debe a que los virus son incapaces de experimentar división celular, pues son acelulares –es decir, carecen de la información genética que codifica los componentes necesarios para la síntesis de proteínas o la generación de energía metabólica. Utilizando el mecanismo celular del huésped, el virus genera copias de su genoma, y produce nuevos virus para la supervivencia de su clase y la infección de nuevos huéspedes. El proceso de replicación viral varía dependiendo del genoma del virus.

### Clasificación
En 1971, David Baltimore, biólogo galardonado con el Premio Nobel, creó un sistema llamado Clasificación de Baltimore. De acuerdo con este sistema, los virus se clasifican en siete clases según su estrategia de replicación:
- Clase I: ADN de doble cadena o bicatenario. Dependiendo de la ubicación de la replicación del genoma, esta clase puede subdividirse en dos grupos: (a) virus en los que la replicación se produce exclusivamente en el núcleo y, por tanto, depende relativamente de factores celulares; (b) virus que se replican en el citoplasma que son principalmente independientes del mecanismo celular debido a que han adquirido todos los factores necesarios para la transcripción y replicación de su genoma.
- Clase II: ADN de cadena simple o monocatenario. Estos virus sólo se replican en el núcleo. Durante el proceso de replicación, se forma un intermediario bicatenario que sirve como plantilla para la síntesis del ADN monocatenario del virus.
- Clase III: ARN de doble cadena o bicatenario. Los virus de esta clase tienen genomas segmentados. Cada segmento se transcribe individualmente para producir un ARNm monocromático que codifica una proteína solamente.
- Clase IV: ARN de cadena simple y de sentido positivo. Los genomas de estos virus son ARN de sentido positivo, en los que el ARN se traduce directamente en una proteína viral. Estos virus se pueden subdividir en dos grupos en función de su proceso de traslación: (a) virus con ARNm policistrónico, en los que el ARN se traduce en múltiples productos proteicos; b) virus con una transcripción más compleja que el primer grupo, en el que se requieren dos ARN subgenómicos o dos rondas de traslación para producir ARN genómico.
- Clase V: ARN de cadena simple y de sentido negativo. Todos los virus de esta clase tienen ARN de sentido negativo en los que el ARN complementa el ARNm, se transcribe en un ARN de sentido positivo a través de una polimerasa viral, y se traduce en proteína vírica. Los virus de esta clase tienen ARN segmentado o no segmentado; de cualquier manera, la replicación se produce dentro del citoplasma de la célula.
- Clase VI: ARN de cadena simple y sentido positivo con ADN intermediario. Estos virus utilizan transcriptasa inversa para convertir el ARN de sentido positivo (a modo de plantilla) en ADN. Los retrovirus son la familia más conocida de esta clase.
- Clase VII: ADN bicatenario con ARN intermediario. Los genomas de estos virus tienen huecos, son de doble cadena, y posteriormente se llenan para formar ADNccc (ADN circular covalente cerrado). Este grupo también utiliza la transcripción inversa durante el proceso de maduración.

### Ciclo de replicación
Independientemente de las diferencias entre especies víricas, todas comparten seis etapas básicas de replicación:

Ciclo simplificado de replicación viral

La adherencia es el punto de partida del ciclo y consiste en uniones específicas entre los antirreceptores (o proteínas de adherencia al virus) y moléculas de receptores celulares como las (glico)proteínas. El rango de huéspedes de un virus está determinado por la especificidad de la unión. La adherencia provoca que la proteína viral cambie su configuración y se fusione así con la membrana celular del huésped, lo que permite que el virus penetre en la célula.
La penetración del virus ocurre, ya sea mediante fusión de membranas o mediante endocitosis mediada por receptores, y conduce a una entrada viral. Las células vegetales y fúngicas, debido a sus paredes celulares de celulosa rígida (quitina en el caso de las células fúngicas), se infectan de manera distinta a las células animales. A menudo, se requiere un traumatismo de la pared celular para que el virus entre en la célula.
El desprendimiento de la envoltura es la eliminación de la cápside vírica, lo que provoca que los ácidos nucleicos virales estén disponibles para la transcripción. La cápside podría haberse degradado por enzimas del huésped o por enzimas virales, para después liberar el genoma vírico hacia la célula.
La replicación es la multiplicación del material genético del virus. El proceso incluye la transcripción de ARNm, la síntesis y el ensamblaje de proteínas víricas, y está regulada por la expresión proteica.
El proceso de ensamble implica juntar y modificar ácidos nucleicos virales y proteínas estructurales recién creados para formar la nucleocápside del virus.
La liberación de virus podría realizarse mediante dos mecanismos distintos dependiendo del tipo de virus. Los virus líticos, para liberarse, revientan la membrana o pared celular mediante un proceso llamado lisis. Por otra parte, los virus envueltos se liberan mediante un proceso denominado gemación por el que un virus obtiene su membrana lipídica a medida que brota de la célula a través de la membrana o vesícula intracelular. Tanto la lisis como los procesos de gemación son altamente dañinos para la célula, a excepción de los retrovirus, y a menudo derivan en la muerte celular.

## Patogénesis viral
La patogenicidad es la capacidad de un organismo de enfermar a otro. En virología, existe un campo de estudio especializado denominado patogénesis viral que estudia cómo los virus infectan a sus huéspedes a nivel molecular y celular.
Para que se desarrolle la enfermedad vírica son necesarias varias etapas. En primer lugar, el virus tiene que entrar en el organismo e implantarse en un tejido (p. ej., tejido respiratorio). En segundo lugar, el virus tiene que reproducirse dentro de la célula después de invadirla para producir numerosas copias de sí mismo. En tercer lugar, los virus sintetizados deben propagarse por todo el cuerpo a través de sistemas circulatorios o mediante células nerviosas.
Con respecto a las enfermedades víricas, es esencial examinar dos aspectos: (a) el efecto directo de la replicación de los virus; b) las respuestas del cuerpo ante la infección. El curso y la gravedad de todas las infecciones víricas están determinados por la dinámica entre el virus y el huésped. Los síntomas comunes de las infecciones por virus son fiebre, dolor corporal, inflamación y erupciones cutáneas. La mayoría de estos síntomas son causados por la respuesta de nuestro sistema inmunitario a la infección, y no son el efecto directo de la replicación viral.

### Efectos citopáticos del virus

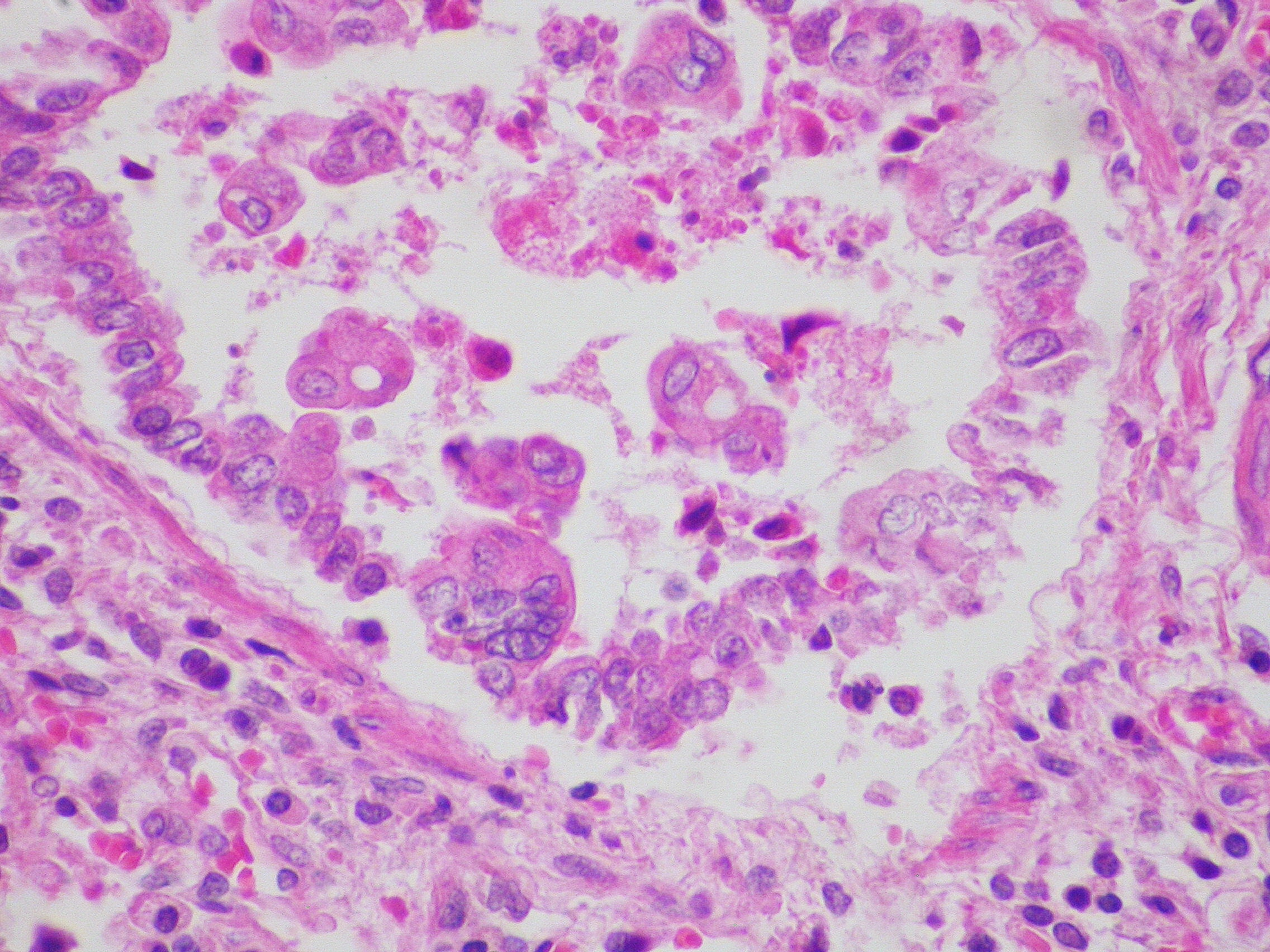
La infección por el virus sincitial respiratorio (VSR) generalmente produce bronquiolitis generalizada y neumonía intersticial que a veces puede asociarse con células gigantes. La imagen muestra un patrón de neumonía intersticial no específica sin células gigantes presentes.

A menudo es posible reconocer células infectadas por el virus a través de una serie de cambios fenotípicos comunes que se conocen como efectos citopáticos. Estos cambios incluyen:
- Modificación de la forma: la forma de las células adherentes –células que se fijan a otras células o sustratos artificiales– puede cambiar de plana a redonda. Además, las extensiones de las células semejantes a zarcillos que intervienen en la movilidad y la adherencia de la célula se retraen dentro de ella.
- Desprendimiento del sustrato: sucede como consecuencia del daño de las células adherentes. El daño celular se debe a la degradación parcial del citoesqueleto.
- Lisis: en este caso, toda la célula se descompone debido a la absorción de líquido extracelular y a la inflamación. No todos los virus causan lisis.
- Fusión de membranas: las membranas de las células adyacentes se fusionan y producen una masa llamada sincitio cuyo citoplasma contiene más de un núcleo y tiene la apariencia de una célula gigante. Estas células tienen un corto periodo de vida en comparación con otras.
- Aumento de la permeabilidad de las membranas: los virus pueden aumentar la permeabilidad de las membranas, lo que permite que muchos iones extracelulares (como iones de yodo y sodio) entren en la célula.

## Infecciones víricas

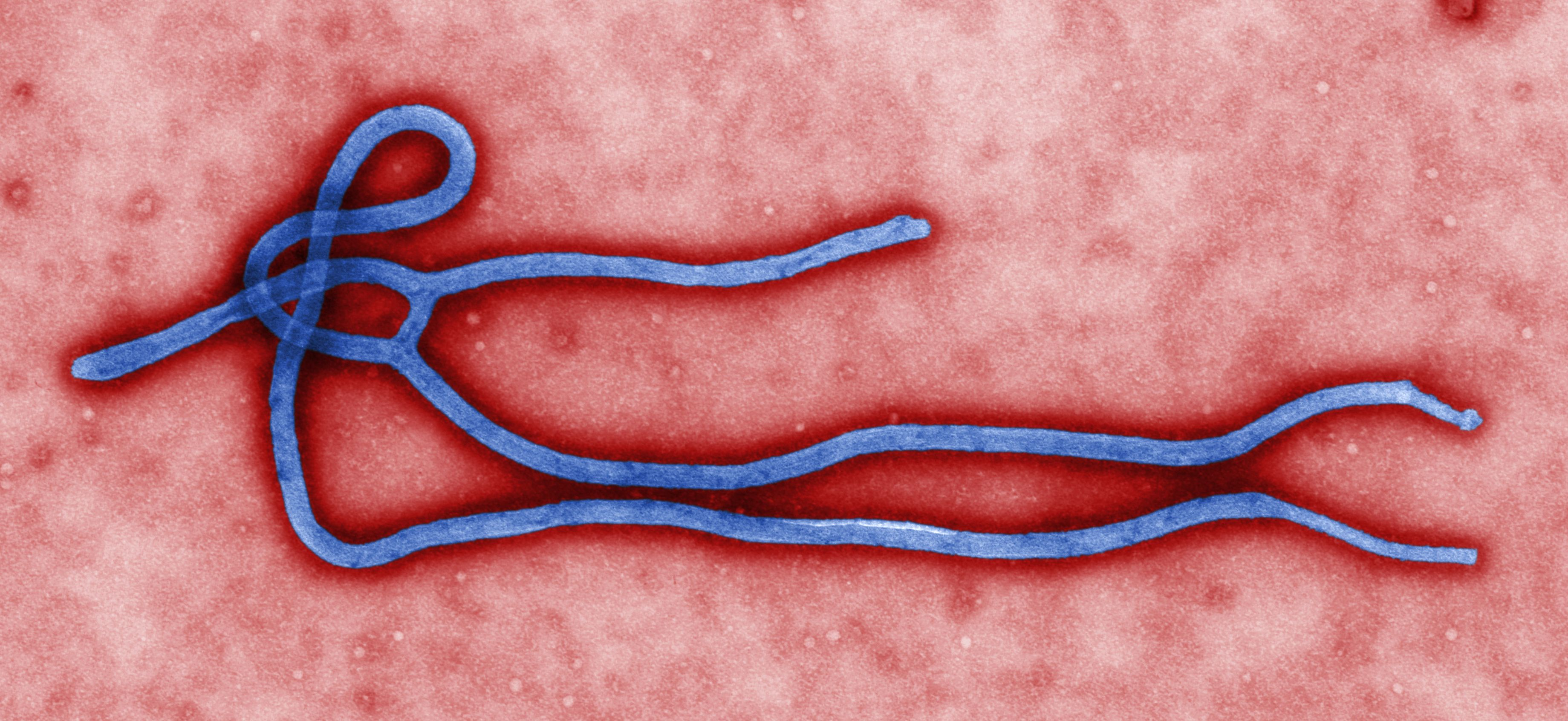
Virión del Ebolavirus. Creado por la microbióloga Cynthia Goldsmith, esta micrografía electrónica de transmisión coloreada reveló parte de la morfología ultraestructural que muestra un virión del virus del Ébola.

Existen cinco tipos diferentes de infecciones víricas:
- Infección abortiva: este tipo de infección ocurre cuando un virus invade con éxito una célula huésped, pero es incapaz de completar su ciclo de replicación y de producir más virus infecciosos.
- Infección aguda: muchas infecciones víricas comunes siguen este patrón. Las infecciones agudas son breves, ya que con frecuencia son totalmente eliminadas por el sistema inmunitario. La infección aguda se suele asociar a las epidemias, ya que la mayor parte de la replicación de virus ocurre antes de la aparición de los síntomas.
- Infección crónica: estas infecciones tienen un curso prolongado y son difíciles de eliminar ya que el virus permanece en el huésped durante un período de tiempo considerable.
- Infección persistente: en este patrón se da un frágil equilibrio entre el huésped y el virus. El virus ajusta sus niveles replicación y de patogenicidad para mantener vivo al huésped para su propio beneficio. Si bien es posible que el virus viva y se replique dentro del huésped durante toda su vida, muchas veces el huésped termina por eliminar el virus.
- Infección latente: se trata de la infección definitiva; las infecciones víricas latentes tienden a existir dentro del huésped durante toda su vida.Un ejemplo bien conocido de esta infección es el virus del herpes simple en humanos. Este virus es capaz de detener su replicación y restringir su expresión génica para detener el reconocimiento de la célula infectada por parte del sistema inmunitario del huésped.

### Prevención y tratamiento
Las vacunas víricas contienen virus inactivados que han perdido la capacidad de replicarse. Estas vacunas pueden prevenir o disminuir la intensidad de la enfermedad vírica. El desarrollo de vacunas contra la viruela, la poliomielitis y la hepatitis B durante los últimos 50 años ha tenido un impacto significativo en la salud mundial y, por ende, en la población mundial. Sin embargo, se han producido brotes víricos (como los virus del Ébola y el Zika) en los últimos años que afectan a millones de personas en todo el mundo. Por lo tanto, se necesita una comprensión más avanzada de la virología molecular y de los virus para el desarrollo de nuevas vacunas y el control de los brotes virales en curso y venideros.
 

Una manera alternativa de tratar las infecciones víricas sería mediante fármacos antivirales que bloquearan el ciclo de replicación del virus. La especificidad de un fármaco antiviral es la clave de su éxito. Estos fármacos son tóxicos tanto para el virus como para el huésped, pero para minimizar su daño se desarrollan de tal forma que sean más tóxicos para el virus que para el huésped. La eficacia de un fármaco antiviral se mide por su índice quimioterapéutico, que viene dado por la fórmula:
(Dosis de droga que inhibe la replicación del virus / Dosis de droga que es tóxica para el huésped). 
A mayor eficacia del fármaco, menor índice quimioterapéutico. En la práctica clínica, este índice se utiliza para producir fármacos seguros y clínicamente útiles.